# Cornelia Sylla
 (avril 2009).
Si vous disposez d'ouvrages ou d'articles de référence ou si vous connaissez des sites web de qualité traitant du thème abordé ici, merci de compléter l'article en donnant les références utiles à sa vérifiabilité et en les liant à la section « Notes et références ».
Pour les articles homonymes, voir Cornelius Sulla.
Cornelia fille de Sylla, ou Sulla, est une des femmes romaines citées dans les sources de la République romaine. Elle est l'aînée des enfants du dictateur romain Lucius Cornelius Sulla, dit Sylla, et d'une de ses premières épouses, Ilia ou Élia.
Elle naît en 109 av. J.-C., sous le consulat de Quintus Caecilius Metellus Numidicus et de Marcus Junius Silanus. Son père la marie en premières noces avec Pompeius Rufus le jeune (aussi appelé Quintus Pompeius Rufus II), le fils de son co-consul de 88 av. J.-C., Quintus Pompeius Rufus, un lointain cousin de Pompée. Ils ont ensemble deux enfants :
- Quintus Pompeius Rufus III.
- Pompeia fille de Sylla, future épouse de Jules César.

Mais son mari est assassiné durant les révoltes du Forum Romanum en 88 av. J.-C., trois ans après leur mariage, et Cornelia se remarie avec Mamercus Aemilius Lepidus Livianus, le princeps senatus. Ils n'ont pas d'enfants ensemble et elle suit par la suite son père lors de son exil jusqu'à son retour en triomphe à Rome en 80 av. J.-C. Nous ne savons pas ce qu'elle devient après la mort de Sylla en 78 av. J.-C.